# Laprade (Charente)
Laprade é uma comuna francesa na região administrativa da Nova Aquitânia, no departamento de Charente. Estende-se por uma área de 10,17 km². Em 2010 a comuna tinha 253 habitantes (densidade: 24,9 hab./km²).